# Skoki do wody na Igrzyskach Panamerykańskich 2019
Skoki do wody na Igrzyskach Panamerykańskich 2019 odbywało się w dniach 1–5 sierpnia 2019 roku w Villa Deportiva Nacional w Limie. Sześćdziesięciu sześciu zawodników obojga płci rywalizowało łącznie w dziesięciu konkurencjach indywidualnych i zespołowych.
Zawody były jedną z kwalifikacji do LIO 2020.

## Podsumowanie

### Klasyfikacja medalowa
| Klasyfikacja medalowa | Klasyfikacja medalowa | Klasyfikacja medalowa | Klasyfikacja medalowa | Klasyfikacja medalowa | Klasyfikacja medalowa |
| Miejsce               | państwo               | Złoto                 | Srebro                | Brąz                  | Razem                 |
| --------------------- | --------------------- | --------------------- | --------------------- | --------------------- | --------------------- |
| 1                     | Meksyk                | 4                     | 4                     | 3                     | 11                    |
| 2                     | Kanada                | 4                     | 3                     | 2                     | 9                     |
| 3                     | Stany Zjednoczone     | 1                     | 2                     | 4                     | 7                     |
| 4                     | Kolumbia              | 1                     | 0                     | 0                     | 1                     |
| 5                     | Jamajka               | 0                     | 1                     | 0                     | 1                     |
| 6                     | Brazylia              | 0                     | 0                     | 1                     | 1                     |
| Razem                 | Razem                 | 10                    | 10                    | 10                    | 30                    |

### Medaliści
| Konkurencja                   | 1. miejsce                              | 2. miejsce                                        | 3. miejsce                                            |           |
| Mężczyźni                     | Mężczyźni                               | Mężczyźni                                         | Mężczyźni                                             | Mężczyźni |
| ----------------------------- | --------------------------------------- | ------------------------------------------------- | ----------------------------------------------------- | --------- |
| Trampolina 1 m indywidualnie  | Juan Celaya                             | Yona Knight-Wisdom                                | Andrew Capobianco                                     |           |
| Trampolina 3 m indywidualnie  | Daniel Restrepo                         | Juan Celaya                                       | Philippe Gagné                                        |           |
| Wieża 10 m indywidualnie      | Kevin Berlín                            | Iván García                                       | Vincent Riendeau                                      |           |
| Trampolina 3 m synchronicznie | Meksyk · Yahel Castillo · Juan Celaya   | Kanada · Philippe Gagné · François Imbeau-Dulac   | Stany Zjednoczone · Michael Hixon · Andrew Capobianco |           |
| Wieża 10 m synchronicznie     | Meksyk · Iván García · Kevin Berlín     | Kanada · Vincent Riendeau · Nathan Zsombor-Murray | Brazylia · Isaac Filho · Kawan Pereira                |           |
| Kobiety                       |                                         |                                                   |                                                       |           |
| Trampolina 1 m indywidualnie  | Sarah Bacon                             | Brooke Schultz                                    | Paola Espinosa                                        |           |
| Trampolina 3 m indywidualnie  | Jennifer Abel                           | Dolores Hernández                                 | Brooke Schultz                                        |           |
| Wieża 10 m indywidualnie      | Meaghan Benfeito                        | Caeli McKay                                       | Alejandra Orozco                                      |           |
| Trampolina 3 m synchronicznie | Kanada · Jennifer Abel · Pamela Ware    | Stany Zjednoczone · Brooke Schultz · Sarah Bacon  | Meksyk · Paola Espinosa · Dolores Hernández           |           |
| Wieża 10 m synchronicznie     | Kanada · Meaghan Benfeito · Caeli McKay | Meksyk · Alejandra Orozco · Gabriela Agúndez      | Stany Zjednoczone · Amy Cozad · Delaney Schnell       |           |